# Kaiserwald

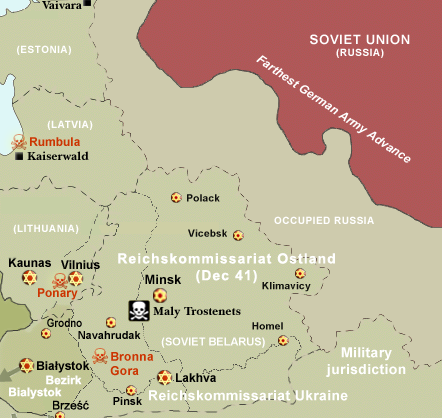
Concentratiekampen in Reichskommissariat Ostland

Kaiserwald was een naziconcentratiekamp in Letland nabij een dorpje net buiten Riga.
Kaiserwald werd in maart 1943 gebouwd, tijdens de bezetting van de Baltische staten door nazi-Duitsland. De eerste gevangenen van het kamp waren enkele honderden veroordeelden uit Duitsland.
Na de uitroeiing van de getto's van Riga, Liepaja en Dvinsk in juni 1943 werden al de overgebleven Joden uit Letland, samen met de overlevenden uit het Vilnius-getto, gedeporteerd naar Kaiserwald.
In het voorjaar van 1944 kwamen een aantal kleine kampen rondom Riga onder de jurisdictie van het Kaiserwald concentratiekamp te liggen. In datzelfde jaar bezetten de Duitsers Hongarije en voeren van daaruit 400.000 Hongaarse Joden naar Kaiserwald, samen met Joden uit Łódź (Polen). Tegen maart 1944 bevonden er zich 11.878 gevangenen in het hoofdkamp en zijn omliggende subkampjes. 6182 daarvan waren mannen, 5696 vrouwen en slechts 95 mensen waren niet-Joden.
Kaiserwald was geen vernietigingskamp (zoals Auschwitz of Treblinka) en de gevangenen werden aan het werk gezet in de grote Duitse bedrijven. Vooral Allgemeine Elektricitäts-Gesellschaft (AEG) was actief in Kaiserwald en gebruikte een groot aantal vrouwelijke gevangenen als slaven voor de productie van elektrische voorwerpen.
Eind 1944, terwijl het Rode Leger westwaarts optrok, vielen de Russen de Baltische staten binnen. De Duitsers evacueerden daarom de gevangenen van Kaiserwald naar Stutthof in Polen. De gevangenen waarvan men dacht dat ze de reis niet zouden overleven werden neergeschoten.
Alle Joden uit Kaiserwald die ooit waren veroordeeld voor eender welke misdaad (het maakte niet uit hoe klein die was) werden juist voor de evacuatie doodgeschoten. Alle Joden onder de 18 en boven de 30 jaar ondergingen hetzelfde lot. Tegen september 1944 waren al de gevangenen van Kaiserwald naar Stutthof overgeplaatst.
Het Rode leger bevrijdde het kamp op 13 oktober 1944.
Alfabetisch op naam.  Indien een kamp meerdere rollen had, staat het in de "hoogste" groep.
Zie ook: Lijst van naziconcentratiekampen · Jappenkampen in Nederlands-Indië · Lijst van jappenkampen